# 谷歌中国

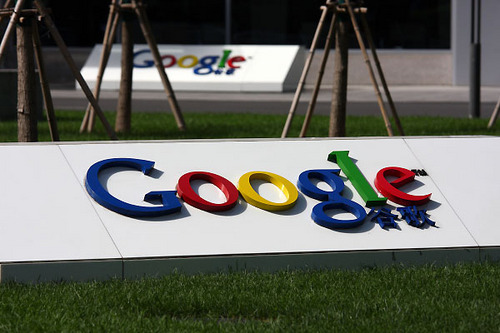
谷歌中国旧總部

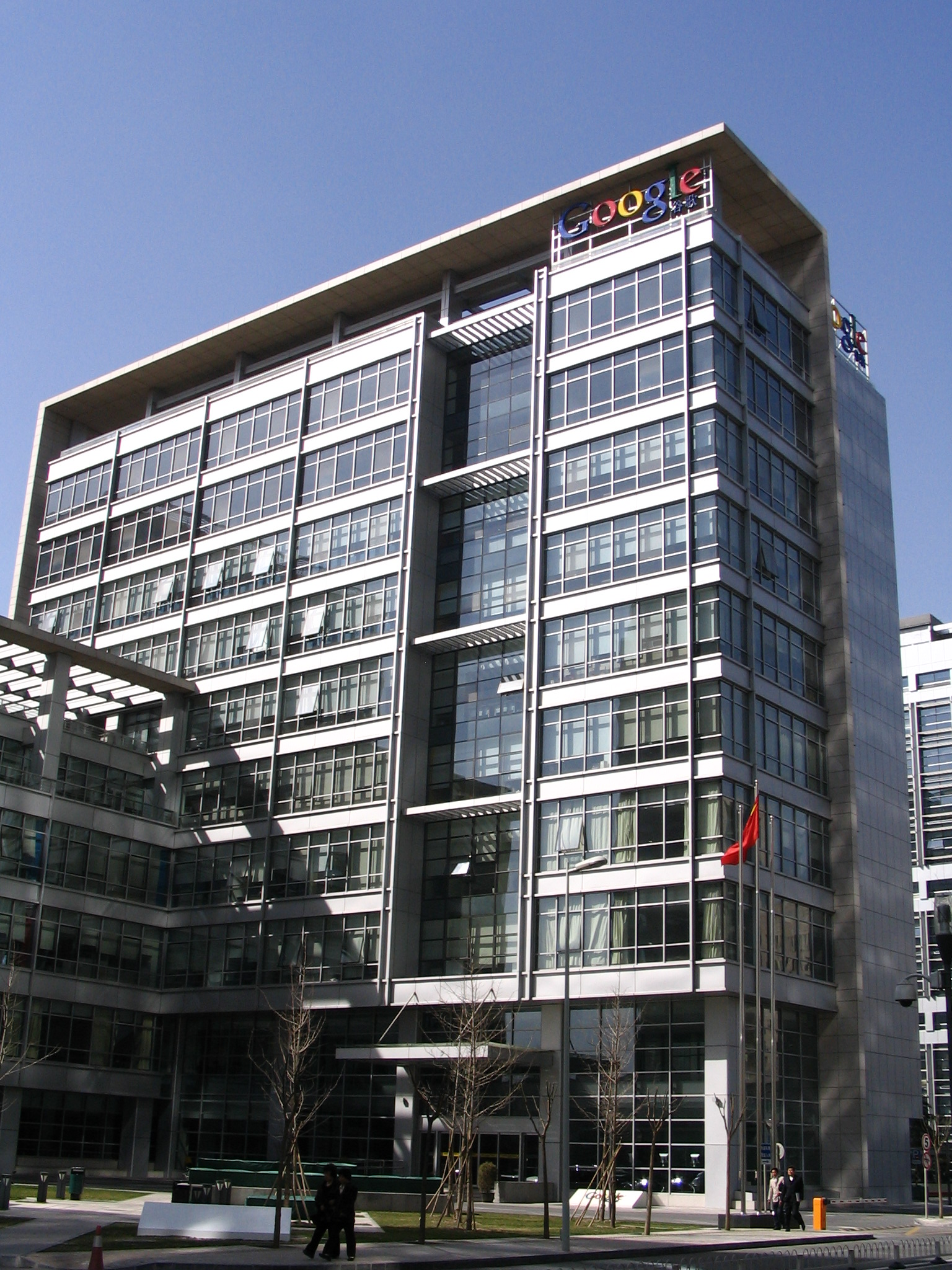
部署北京清华科技园的原谷歌办公楼（科建大厦）

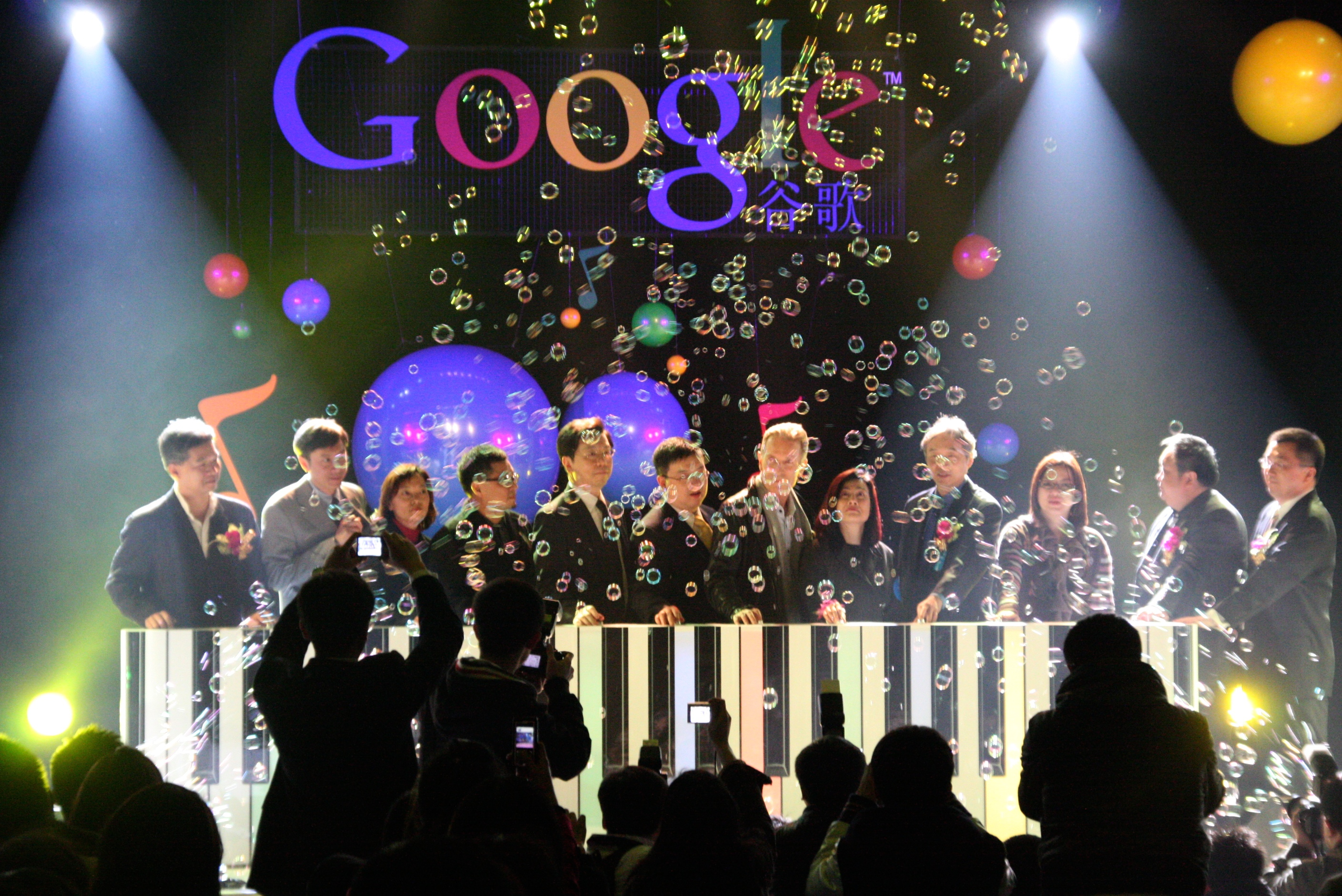
Google本地化产品“谷歌音乐”发布现场

谷歌信息技术（中国）有限公司（简称谷歌中国）成立于2006年4月，是谷歌在中国大陆的分公司，其总部及服务器位于中国北京市海淀区。该公司目前在中国大陆仍在运营的业务包括但不限于谷歌的广告、企业出海、安卓开发者业务等。
此前在2006年至2010年3月期间，谷歌中国面向中国大陆提供过搜索引擎业务，遍及音乐、地图、图片、新闻资讯、翻译等各领域，其提供的内容会应中華人民共和國政府要求进行内容過濾，但面向中国大陆的搜索引擎等业务已于2010年起不再提供。自2010年后，面向中国大陆的业务逐渐减少。
北京时间2010年3月23日（UTC+8）凌晨起，Google公司决定将原有谷歌中国的两域名（google.cn和g.cn）中的网页搜索、图片搜索和资讯（新闻）搜索重定向至Google香港的域名（google.com.hk），并通过其在中国大陆以外的服务器实现未经审查过滤的搜索引擎等服务，而其余的不需要自我审查的服务则继续由google.cn运行。但后来随着中国境外的谷歌服务器又于2014年6月被防火长城屏蔽，大部分中国大陆用户在正常情况下已不能访问中国境外的大部分谷歌服务，Google.cn自此之后在中国大陆网络身份下也不能再成功跳转至google.com.hk，只能在google.cn上使用翻译等极少数残留的本土谷歌服务。2022年9月，随着谷歌翻译退出中国大陆市场，Google.cn的主页面上只剩下指向Google香港站的跳转链接和北京市公安局的备案号，彻底变成了一个没有任何服务的空壳站，标志着谷歌在中国大陆运营的最后一个面向公众的服务宣告终结。

## 名称
Google在中国大陆地区注册的公司共五家：
- 北京谷翔信息技术有限公司（合资公司）
- 谷歌信息技术（中国）有限公司及广州分公司（外国法人独资）
- 谷歌广告（上海）有限公司（外国法人独资）
- 咕果信息技术（上海）有限公司及北京、深圳分公司（外国法人独资）
- 澎集信息技术（上海）有限公司（外国法人独资）

这些公司大多是由Google透過Google爱尔兰（Google Ireland）间接控制的。
Google全球中文名称为“谷歌”，于2006年4月13日由Google公司CEO埃里克·施密特在中国北京发布。「谷歌」的意思解作「以穀物为歌」，是播种与期待之歌，也是收获与欢愉之歌，象征着耕耘和收获的喜悦，也表达了一种勤恳求实的态度。據南方人物週刊報道，谷歌之名是出自當時的Google員工王懷南。
时任Google大中华区总裁李开复曾表示，“G-O-O-G-L-E”并不是标准的中文拼音，因此很多人都无法正确读出这个词，有很多中国人把Google读成“go go”。在Google公司正式發佈中文名之前，民間尚有一些原文以外的俗稱，例如：“狗狗”、“酷狗”（现多指“酷狗音乐”）、“古狗”、“勾勾”等。
另一方面，Google公司於較早前的2月15日在台灣登記為「美商科高國際有限公司」（GOOGLE INTERNATIONAL LLC）。
此外，Google在北京的分公司曾使用「咕果」作為合約簽訂以及網路招聘的中文譯名。
同年4月17日凌晨1時（北京時間（UTC+8））左右，Google 簡體中文国际網站（页面存档备份，存于） 正式出現「谷歌」字樣。
由于“Google”一词对于中文用户来说比较难以拼写，所以谷歌特为解决此问题斥资千万美元买下中国域名 g.cn（页面存档备份，存于），以便网民记忆。
在谷歌退出中国事件后，2010年4月3日，谷歌中国首页曾将名称短暂改为“Google中国”，但当天晚上就恢复原状。

## 历史

### 2000年 - 2006年：早期中文搜索與新聞服務
2000年9月12日，成立一年的Google宣布在網站增加简体及繁体中文兩種語言，開始提供中文搜索服務。同日加入的語言還有日語和韓語，代表了公司對於邁入亞洲搜索市場的決心。據布林的說法，网站流量几乎有一半来自美国以外。Google一個月前宣布它與中國門戶網站网易已經签署协议，使用Google作为其中文专用搜索引擎和默认网络搜索结果提供商。Google稱其已經收錄了2400万个中文网页。
因為服務器設在海外，Google在中國的訪問速度緩慢，且在此後幾年內被多次屏蔽。2002年8月31日，Google和AltaVista搜索引擎在中国大陆被防火长城封锁。期间网页曾被劫持到百度等其他中国大陆网站。媒體推測這與兩個月後即將舉行的第九届全国人民代表大会有關；這次會議會將權力交接到新一代領導班子上。推出兩年的中文搜索引擎在中國4500萬網民當中很受歡迎，Google遭封杀在中國引起网民不满，也有許多網民使用代理服務器繞過封鎖。9月12日，封锁被解除，但网页快照卻再次後備長期屏蔽，屏蔽手段為TCP会话阻断。推測封鎖原因是這一功能可以避过政府的审查用來訪問在中國被屏蔽的內容。2003年12月，Google再次被封锁。與此前的做法相同，中國官方也未公開承认屏蔽網站。
2004年9月10日，Google推出簡體中文版Google新聞服務，支持用户搜索浏览来自1000多个简体中文新闻来源的新闻。Google首次邀請到網易新聞做独家专访，被視為其上市後加速中國策略的動作。與一般門戶網站的新聞頻道不同，Google新聞显示的头条新闻完全由计算机算法选择，不受人工干預。新浪、搜狐和网易的網站編輯接受採訪稱對於算法選擇並不看好；新浪科技總監稱，“网站编辑最清楚网民想看什么，我们选取新闻的尺度比计算机强多了。“
2005年7月19日，Google宣布将在2005年第三季度於中国开设中国研发中心，聘请计算机科学家李开复博士领导该中心的运作；研發中心也与当地的大学和机构建立了合作关系，以吸引和培养中国人才。李開復將担任工程部副总裁兼谷歌中国区总裁。在此之前，他在上世纪90年代末创立微軟中國研究院，後在微软担任企业副总裁一职。同月，媒體爆出Google在中國的辦公室將从位于北京建国门外的新华保险大厦搬至清华东门边上的科技大厦；在那里，Google租用了两层楼，预计可以容纳六七百名员工。另外，Google在北京财富中心还有一个办公点。由於當時Google在北京僅有120多名員工，媒體預期公司将在中国招聘5倍數量的新员工。在这之前，Google在国内所租用的办公室都是属于临时办公点，“Google厨房”也首次引入到中国的新辦公點。10月，Google宣布任命周韶宁为大中华区销售和业务开发总裁，负责Google在中国的销售和渠道业务，并致力于扩展中國的战略合作伙伴关系。

### 2006年 - 2009年：中國版搜索服務，本地化產品與廣告業務擴張
2006年1月11日，Google推出中文版學術搜索，索引来源包括万方数据资源系统，维普资讯，內容涵蓋公開发表的学术期刊和论文。
2006年1月26日，Google推出中國版網站Google.cn，這是Google推出的首個在中國境內運作的網站。Google新闻改名为“Google资讯”。Google此舉被認為希望在擁有1億網民的中國市場與百度等競爭對手抗衡。與美國站點google.com不同，中國版網站提供帶內容審核的網頁搜索服務，搜索结果會根据当地的法律、法规或政策而做出刪減；英国卫报發現輸入包括“天安門屠殺”、“達賴喇嘛”、“台灣獨立”、“法輪功”等詞彙都會返回被審查的結果；大多數情況下，只有中国政府的官方网站或后缀为“.cn”的网站被收录。審查做法招致了部分不同政见人士的批評。Google對此解釋稱，「到目前为止，我们的搜索服务一直只从中国以外提供，导致延迟和访问问题一直不能让中国用户满意，因此，Google也不能接受。有了google.cn，中国用户最终将得到一个快速、随时可以访问的搜索服务，帮助他们找到中国和世界各地的信息。」Google高级政策顾问安德鲁·麦克劳林辯護「新网站能更好地服务中国客户」，並稱不会在中国網站托管其电子邮服務Gmail或博客服务Blogger，因為这些服务可以用來挖掘用户的信息。技术分析师邓肯·克拉克猜測Google可能希望避免雅虎去年向政府提供一名中国记者的电子邮件账户信息后招致的不良宣传；该记者后来因违反国家保密法而被定罪。2月14日，Google黑板报（googlechinablog.com）開通了，這是Google中國的官方博客；這個博客包含「最新发布产品，在中国的进展」的信息，也有Google工程師的撰文。
2006年2月，路透社报道，Google在中国没有ICP牌照、涉嫌非法经营。原因是当时的Google.cn是和赶集网一起使用同一张ICP证（京ICP证050124号）。Google回应指，Google透過与赶集网达成的合作协议，获得了运营Google.cn的（ICP）授权，故“借用”ICP证并不违法。而且，“借用”ICP证在其他外资网站中已有先例，例如雅虎中国和易趣等。同时，《华尔街日报》预测，“或者最有可能出现的一种情况是，Google.com国际中文网页的检索请求最终将全面被导向Google.cn网站……”。Google中国方面的人士当时表示，出于对现实的考虑，这一预测有很大的可能性。
2006年4月12日，Google全球CEO埃里克·施密特与Google两位副总裁兼大中华区联合总裁李开复、周韶宁共同在北京宣布Google的中文名字“谷歌”。Google解釋成，“谷歌”意即“丰收之歌”，用诗意的方式寓意了丰富多彩的搜索体验。
5月，Google宣布Google图书搜索中国合作伙伴计划，清华大学出版社和少年儿童出版社成为Google（谷歌）图书搜索的首批中国合作伙伴。Google稱這一計畫的目的是「使全球用户都能方便的发现、找到更多中文的图书」。6月，高等教育出版社和中信出版社成为Google图书搜索的新的中国合作伙伴。
2006年起，Google大力擴展在華AdWords業務。2007年，Google推出「Google AdWords关键字出口易计划」，幫助出口贸易企业海外推广。到2007年底，Google已在中國簽約至少24家經銷商，負責在厦门、上海、广东、北京、杭州、苏州、深圳、福建、郑州、成都、河北、济南、天津、常州、扬州、武汉等地的廣告銷售。代理商收取预付广告费的20%作為服務費。
2006年6月24日，Google.cn和MSN.com.cn均被域名挟持到“买麦网”。
7月31日，Google Trends中文版发布。這一服務通过图形化的方式显示最热门的关键词，同时还展现各种搜索关键词的自2004年开始的历史走势及与此相关的中文新闻报道。
2006年7月，Google 新租了位于清华科技园的科建大厦10 层楼。
2006年9月4日，Google正式启用位于北京市中关村清华科技园里面总建筑面积1.4万平方米的科建大厦，作为谷歌中国的总部。
2007年1月4日，Google宣布與中國移動通信有限公司達成合作，为中国移动WAP门户“移动梦网”提供移动搜索技术支持。2月，中國版Google地圖(ditu.google.cn)在春節期間上上線。這個地圖產品由原来的Google本地(bendi.google.com)更名而来。新发布的谷歌地图提供北京、上海、天津、重庆、广州以及其它二、三级城市共146個地方的地图搜索，含有“鸟眼”、信息泡、“拖拽缩放”等特色功能。3月2日，Google图书搜索简体中文版試用版（books.google.cn）發布，用戶即可通過全文檢索，有限閱讀古典中文書籍，也可通過Google圖書搜索計畫的中国合作出版商查閱當代書籍。若讀者有意購買，Google圖書搜索提供网络书店的連結；Google还提供了“查找本地书店”的功能，用戶可在谷歌地图找到当地最近的书店。3月16日，Google推出谷歌热榜（rebang.google.cn），用於展示「最流行电视节目，网络小说及网络游戏，或者一个完全陌生的热词」。谷歌热榜發布時共有50张榜单，除了“上升最快的榜单”是根据搜索频率的变化量得来外，其它榜单上搜索词的排名都是依据搜索量的多少而定。除了谷歌官方榜單，卓越网和巨鲸音乐网也提供了圖書和音樂的第三方榜單。4月4日，谷歌中国实验室推出谷歌拼音输入法。這款產品支持用戶將個人詞庫同步保存到Google帳戶，也提供「一键搜索」功能。搜狐指责其使用了该公司同类产品搜狗拼音输入法的詞庫。9日，Google发表声明道歉，並承認使用了「非Google的數據源」。並稱已發表新版本，使用了谷歌搜索數據庫產生的詞庫。5月，Google发布生活搜索（www.google.cn/shenghuo），涵盖了房屋、工作、火车票、物品和餐饮5个方面的信息，立志成為「老百姓寻找衣食住行等实用信息的入口」。8月20日，Google與天涯社区合作推出“天涯问答”和“天涯来吧”兩款產品；“天涯问答”是一个知识分享、信息交流、答疑解惑、结识朋友的平台，而“天涯来吧”是一个综合性网络互动社区，用戶可以「就自己感兴趣的话题发表观点，结交来自各地兴趣相投的朋友，建立新的社交圈」。
6月，Google與新浪在北京召開新聞發佈會，宣布双方达成战略合作关系。新浪搜索服务中将嵌入谷歌网页搜索框，新浪众多主要频道内页也將投放AdSense廣告。新浪首席执行官曹国伟和谷歌公司全球副总裁兼大中华区总裁李开复博士發表講話。
6月，Google中国工程研究院（上海）遷入来福士广场。王劲和杨文洛博士将共同领导這一研究院的工作。
2007年3月起，中国大陆用户在使用未修改cookie的简体中文版浏览器里输入Google.com会被自动转向到Google.cn。若用户输入google.com/ncr进入Google.com搜索敏感词被GFW切断，会自动转向到google.cn并显示google.cn上的搜索结果，提示“目前无法访问 www.google.com，搜索结果来自 www.google.cn。”
2007年9月19日，Google.cn取得由产业部颁发的新ICP牌照（ICP证合字B2-20070004号），由Google与赶集网组建的合资公司“北京谷翔信息技术有限公司”持有。北京谷翔负责Google.cn网站的运营，Google公司与赶集网各持有其50%的股份。另外，此时谷歌中国的工程师已达100多人。
2007年10月18日，Google.com、Windows Live Search和雅虎搜索引擎再次遭到域名挟持，本次是被挟持到百度。
2007年10月30日，Google在中國推出短域名“g.cn”。而此域名原由上网导航网站265.com（页面存档备份，存于）总裁蔡文胜所有。当时有传闻指谷歌中国将会收购265.com，而当中原因就是要得到此域名。
2007年11月1日，Google在中國版網站推出网页快照功能。此前google.com的網頁快照功能自2002年起便在中國被屏蔽。用戶在訪問被內容敏感的網頁快照時，會收到提示“本网页可能涉及不符合相关法律法规和政策的内容，无法通过google.cn缓存访问，请返回google.cn。”
2008年1月，來自SK電訊的刘允博士被任命為Google销售副总裁；他将常驻北京，负责谷歌在中国大陆、香港和台湾的销售和渠道业务。
2月14日，Google主办“益暖中华”——首届谷歌杯中国大学生公益创意大赛，大赛将吸引众多富有公益意识和社会责任感的大学生们激荡创意，发掘和资助一批能为公众创“益”的优秀项目。益暖中华網站同時公開（www.gong1chuang1.com）。
3月28日，Google中國網站首頁改版。作為Google在亚洲其他国家主页改版計畫的一部分，新版页面打破过去的简单风格，在搜索框下添加了视频、图片、资讯、地图、博客搜索、热榜、网站导航几个快捷入口。
2008年4月24日，谷歌财经中国版（caijing.google.cn）发布。這款產品由纽约和上海Google工程师共同合作开发，用戶可以在這一服務更便捷地获取中国股票和基金的信息
2008年5月8日，Google與金山软件公司發布免費的《谷歌金山词霸合作版》。谷歌金山詞霸會利用網際網路搜尋引擎進行查詢或翻譯。

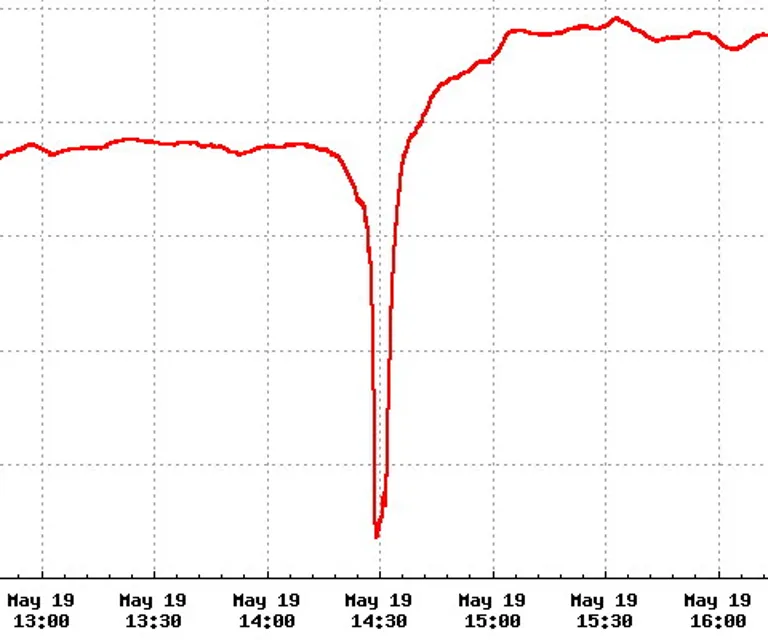
2008年中国发生汶川大地震之后，全国“默哀3分钟”期间的谷歌中国流量曲线。

因應汶川地震造成大量民眾死傷和經濟損失，5月15日，Google利用地圖、來吧、問答、搜索服務整合有關地震的信息。18日，Google继而發布親人搜索（www.google.cn/qinren），支持發布尋親和報平安信息。服務最初含有40家医院、4万余人的信息，但用戶也可以通過短信或者網頁提交所知的朋友的狀況給Google，經核實後會加入數據庫。19日14时，在向汶川地震遇难者的全国哀悼时间，谷歌搜索流量统计曲线大幅骤降，谷歌工程师在官方博客称之为《哀悼与团结的曲线》。
2008年5月23日，谷歌宣布已透过关联公司「Google爱尔兰」购入了265.com（页面存档备份，存于）的域名，但双方都没有透露交易的具体金额。对于有消息指谷歌开价2000万美元用于收购265（页面存档备份，存于）的传闻，均遭到双方否认。
2008年8月5日，Google中国与巨鲸音乐网联合發布谷歌音乐搜索實驗版。上線伊始，音樂搜索为用户提供上百家唱片公司旗下的数万首歌曲的搜索與收聽服務。用戶在Google搜索歌曲或者歌手信息，选中歌曲后可进入巨鲸音乐网站，试听或者下载高质量的正版音乐。Google通過广告收入分成來填補音樂授權費。
2008年8月19日，谷歌推出中国版公交搜索。
2008年11月10日，谷歌中国在Google.cn推出中国版iGoogle（页面存档备份，存于）。中国版iGoogle是以Cookies技术记录用户的个性化定制，且并不能像国际简体中文版iGoogle（页面存档备份，存于）那样支持用户帐户登录，故用户在更换电脑后需要重新设置页面。
2009年1月，北京市海淀法院审结了“北京谷歌科技有限公司”侵犯商标权及不正当竞争纠纷一案。法院判令“北京谷歌”停止使用企业名称、变更企业名称，并赔偿“谷歌中国”经济损失及诉讼合理支出共计人民幣10万元。
2009年9月4日，谷歌大中华区总裁李开复正式宣布离职。杨文洛和刘允接手谷歌大中华区工作，分别负责工程研发和商务运营。刘允当时对媒体表示：“现在到了在中国把谷歌还原为一家全球互联网公司的时候了”，“我们不是Google China，而是Google in China”。
2009年10月，一些中国作家与行业组织指责Google数字图书馆收录其作品为侵权行为，并表示可能起诉谷歌。但韩寒、可能吧等则表示这些指责者并不了解Google是否真的侵权，更多的是由于本能的抵触作品的数字化，也有起哄的嫌疑，而Google的行为也并没有侵犯版权。
2010年1月13日，Google公司作出声明，称他们将考虑取消google.cn的内容审查，并与政府谈判，如谈判失败的话将有可能关闭谷歌中国。这引发了中国网民的大讨论。
2010年3月23日凌晨（UTC+8），谷歌发表声明，宣布停止在Google.cn搜索服务上的自我审查，将其原有谷歌中国的两域名（google.cn和g.cn）中的网页搜索、图片搜索和资讯（新闻）搜索重定向至Google香港的域名（google.com.hk），并将后者的设计特别调整，与原来大陆网站接近，同时引入了部分大陆网站原来没有的服务。此举被认为是正式关闭谷歌中国内地网站的举动；8月，中国版Google资讯被重新更名为“Google新闻”。

### 2010年 - 至今：關閉中國版搜索服務
2010年7月20日，Google宣布关闭中国版热榜和生活搜索两个服务，并且终止与天涯社区合作的天涯问答服务，在google.com.hk启用新版本的Google问答。
2011年9月13日，Google推出团购服务“Google時惠”，聚合所有中国大陆团购网站信息。
在2012年2月，国家测绘地理信息局宣布，Google在中国合资公司的互联网地图服务目前可维持现状，显示中国官方和谷歌在互联网地图服务上的争执有所缓和。测绘局公告称，在资质审批过程中，其互联网地图服务可维持现状，但不得增加新的互联网地图服务内容。这意味着Google被当局禁止在中国大陆采集街景信息。但Google仍可在中国版Google地图中显示其他国家和地区的街景视图。5月，中国反垄断机构已批准Google收购摩托罗拉移动公司。
2012年9月21日，谷歌音樂搜索被關閉。谷歌中国前技术总监胡宁向《南方周末》记者称，在2010年3月谷歌宣布退出之前，谷歌的整个市场份额都处于一个上升的势头，音乐服务占谷歌搜索总量的百分之二十到三十。受其影响，巨鲸音乐网不久便随之永久关闭。
2012年12月12日，本土化产品谷歌购物搜索被关闭，官方给出的理由是购物搜索这款产品在中国的影响力并没有达到预期。输入www.google.cn/shopping会被重定向到美国区服务Google Shopping。google.cn剩下地图和翻译的服务。
2013年7月15日，Google宣布Google全球副总裁、谷歌大中华区负责人刘允不久将离职。其离职被广泛评论为“他做了他该做的。刘允是个称职的‘看家人’，接手了一个烂摊子，又碰到人掀翻了烂摊子，刘允坚持做了4年，这4年他没掺和什么，也没他什么事，虽然行业不进就退，但他的这个摊子不倒就是胜利。”熟悉刘允的人士称，早在一年多前刘允就有离职想法，“谷歌中国增长已面临严峻瓶颈，任何一个有想法的人都会离开。”
2014年12月25日，Google爱尔兰控股（Google Ireland Holdings）在上海自由贸易区成立澎集信息技术（上海）有限公司，注册资本500万人民币。
2015年9月，随着Google在月初发布了全新设计的logo，作为Google当时在中国的主要办公点，科建大厦门口地面的Google地标虽然更换成了新版logo但原来的“谷歌”和“中国”字样却已消失不见，而楼顶logo标牌至今没有替换。
2016年1月25日，Google在中国的教育合作项目首次获得来自中国教育部的教育部最佳合作伙伴奖。
2016年8月1日，Google北京办事处将搬迁到刚刚建成的距清华科技园科建大厦不远的北京融科资讯中心B座，谷歌在那里租了总共7层楼，并将谷歌食堂、休息室、咖啡厅、健身房等谷歌在全球各地的办公地的拥有的元素一同迁入了楼内。值得一提的是，原科建大厦仍为谷歌所有。
2016年12月8日，Google在国家会议中心举办中国首届Google开发者大会，同日宣布并启用为中国大陆开发者设立的开发者网站，这其中包括Google Developers中国网站 （developers.google.cn）、Android开发者官方网站（developer.android.google.cn）、快速开发应用的移动平台Firebase（firebase.google.cn）。而网站采用“.cn”域名，这是Google时隔5年再次在中国大陆部署新的服务。
2017年3月28日，Google对移动应用软件Google翻译更新至了5.8版本，更新后的版本统一接口使中国大陆用户可通过谷歌中国的服务器正常使用此软件。
自2014年5月31日中国大陆完全封锁Google服务后，谷歌的翻译仅可在谷歌中国的网页版上使用，而移动应用由于接口被封锁则完全不可用。
2017年3月30日下午（UTC+8），有国内的开发者发现，谷歌的API开源技术镜像网站Google Codelabs（页面存档备份，存于）得到了解禁，到目前为止，国内用户都能无障碍进行网页访问。同年4月24日，谷歌开发者中文博客宣布，“全球皆可访问的 Google Codelabs 网站”正式启用。这是继Google翻译之后又一Google开发者服务得到解禁。
2017年8月31日，Google宣布启用TensorFlow中国站：tensorflow.google.cn。
2017年12月13日，Google在上海举行的开发者日上宣布在北京成立谷歌AI中国中心，由李飞飞和Google Cloud研发负责人李佳博士共同领导。
2018年1月22日，Google启用Golang中国站：golang.google.cn。
2018年5月31日，Google在中国推出第二款手机应用：Files Go（谷歌文件极客）。
2018年7月，Google推出首款微信小程序“猜画小歌”。
2018年8月1日，从谷歌内部泄露出来的文件显示，谷歌打算在中国大陆启动审查版的搜索引擎，项目代号是Dragonfly（蜻蜓）。12月，谷歌公司在內外壓力下放弃研究蜻蜓项目。
2019年秋季，Google关闭了中国版Google地图，2021年2月以来，原页面被改为指向Google地图香港站的链接（maps.google.com.hk/maps?hl=zh-CN&sourceid=cnhp）。
2022年9月末，Google关闭了中国版Google翻译（https://translate.google.cn/），其原因是访问量过少，并像搜索页面一样只保留了一个指向Google翻译香港站的链接（https://translate.google.com.hk/?hl=zh-CN&sourceid=cnhp）。
2025年2月4日，国家市场监督管理总局宣布，因谷歌（Google）涉嫌违反《中华人民共和国反垄断法》，市场监管总局决定对谷歌（Google）发起立案调查，调查主要集中于安卓操作系统。
2025年8月1日，中国大陆部分社交平台上网传截图，截图中谷歌在8月1日发表声明官宣称将在2025年9月1日起恢复中国大陆的Google.cn的搜索业务。不久后，Google官方表示，该截图的言论系谣言。

## 產品與服务
| 服务                        | 类型           | 状态   | 网址                                       | 启用时间                          | 关闭时间       |
| --------------------------- | -------------- | ------ | ------------------------------------------ | --------------------------------- | -------------- |
| 265上网导航                 | 网站           | 运营中 | www.265.com                                | 2008年5月23日                     | 不適用         |
| Android Developers          | 网站           | 运营中 | developer.android.google.cn                | 2016年12月8日                     | 不適用         |
| Android Open Source Project | 网站           | 运营中 | source.android.google.cn                   | 2017年9月                         | 不適用         |
| Chrome for Developers       | 网站           | 运营中 | developer.chrome.google.cn                 | 2024年2月                         | 不適用         |
| Firebase                    | 网站           | 运营中 | firebase.google.cn                         | 2016年12月8日                     | 不適用         |
| Golang                      | 网站           | 运营中 | golang.google.cn                           | 2018年1月22日                     | 不適用         |
| Google AdMob                | 网站           | 运营中 | admob.google.cn                            | 2022年5月                         | 不適用         |
| Google Ads                  | 网站           | 运营中 | ads.google.cn                              | 2006年3月31日                     | 不適用         |
| Google Developers           | 网站           | 运营中 | developers.google.cn                       | 2016年12月8日                     | 不適用         |
| Google招贤纳士              | 网站           | 运营中 | careers.google.cn                          | 2017年10月                        | 不適用         |
| TensorFlow                  | 网站           | 运营中 | tensorflow.google.cn                       | 2017年8月31日                     | 不適用         |
| Think with Google           | 网站           | 运营中 | thinkwithgoogle.googlecnapps.cn            | 2022年6月                         | 不適用         |
| Google Chrome               | 应用程序       | 运营中 | www.google.cn/chrome                       | 2014年5月                         | 不適用         |
| Google文件极客              | 应用程序       | 运营中 |                                            | 2018年5月31日                     | 不適用         |
| 观妙中国来自谷歌艺术与文化  | 应用程序       | 运营中 |                                            | 2019年6月20日                     | 不適用         |
| 猜画小歌                    | 应用程序       | 关闭   |                                            | 2018年7月18日                     | 2024年12月23日 |
| Google Codelabs             | 网站           | 关闭   | clmirror.storage.googleapis.com/index.html | 2017年4月24日                     | 2022年11月     |
| Google翻译                  | 网站、应用程序 | 关闭   | translate.google.cn                        | 2008年5月 应用程序：2017年3月28日 | 2022年9月26日  |
| Google拼音输入法            | 应用程序       | 关闭   | www.google.cn/intl/zh-cn/ime/pinyin/       | 2007年4月4日                      | 2018年10月     |
| Google地图                  | 网站           | 关闭   | ditu.google.cn                             | 2007年2月                         | 2019年秋       |
| 谷歌购物搜索                | 网站           | 关闭   | www.google.cn/gouwu www.google.cn/shopping | 2009年6月                         | 2012年12月12日 |
| 谷歌音乐搜索                | 网站           | 关闭   | www.google.cn/music                        | 2008年8月5日                      | 2012年9月21日  |
| Google时惠                  | 网站           | 关闭   | www.google.cn/shihui                       | 2011年9月13日                     | 2013年10月     |
| 网页搜索                    | 网站           | 关闭   | www.google.cn                              | 2006年1月26日                     | 2010年3月23日  |
| 图片搜索                    | 网站           | 关闭   | images.google.cn                           | 2006年2月                         | 2010年3月23日  |
| 资讯（新闻）搜索            | 网站           | 关闭   | news.google.cn                             | 2006年1月26日                     | 2010年3月23日  |
| 热榜                        | 网站           | 关闭   | rebang.google.cn                           | 2007年3月16日                     | 2010年7月20日  |
| 趋势                        | 网站           | 关闭   | www.google.cn/trends                       | 2006年7月31日                     | 2016年12月     |
| 生活搜索                    | 网站           | 关闭   | www.google.cn/shenghuo                     | 2007年5月                         | 2010年7月20日  |
| 天涯问答                    | 网站           | 关闭   |                                            | 2007年8月20日                     | 2010年7月20日  |
| 公交搜索                    | 网站           | 关闭   | ditu.google.cn/transit                     | 2008年8月19日                     | 2015年6月      |
| 谷歌财经                    | 网站           | 关闭   | www.google.cn/finance                      | 2008年4月24日                     | 2010年4月      |
| 学术搜索                    | 网站           | 关闭   | scholar.google.cn                          | 2006年1月11日                     | 2010年3月      |
| 图书搜索                    | 网站           | 关闭   | books.google.cn                            | 2007年3月2日                      | 2010年4月      |
| 亲人搜索                    | 网站           | 关闭   | www.google.cn/qinren                       | 2008年5月18日                     | 2011年10月     |
| Google视频                  | 网站           | 关闭   | video.google.cn                            | 2007年9月                         | 2010年4月      |

## 重要事件

### 涉黄事件
2009年6月18日，中国互联网违法和不良信息举报中心发文《强烈谴责谷歌传播淫秽色情和低俗信息》，称“对‘谷歌中国’网站进行强烈谴责，要求其对淫秽色情和低俗内容进行彻底清理，并建议相关执法部门依法处罚，希望广大网民继续予以监督。”该消息同日在中国中央电视台（央视）《新闻联播》和《焦点访谈》节目中播出。同日下午，中国政府有关部门召见“谷歌中国”网站（Google.cn）负责人，对“谷歌中国”网站大量传播淫秽色情内容进行执法谈话，宣布对“谷歌中国”网站的处罚措施，暂停该网站境外网页搜索业务和联想词搜索业务，并责令其立即进行整改，彻底清理淫秽色情和低俗内容。25日下午7时左右访问正常。在当天的《焦点访谈》中附和央视说法的“大学生高也（央视注明是大学生，其实是央视内部员工）”遭到网民的人肉搜索。详见高也事件。
2009年12月，央视指责在国际版Google.com上搜索色情信息很容易。但按照遵守服务器所在地法律原则和中国的相关法律，Google.com并未在中国大陆进行备案，而谷歌中国也不是Google.com的运营者，其网站遵守的应是美国加州的法律。有网民指，所谓“扫黄打非”其实主要是“打非”，压制言论自由和监督政府应该做的所有的事。有网民协作发起搜索“中宣部陷害谷歌”的倡议，用户只要在谷歌、百度搜索“中宣部陷害谷歌”这七个字，就会为这个关键词进入排行榜投下一票。不久，该七字关键词上榜，在谷歌热榜上甚至达到了第二名。
可能吧的Jason Ng與鄭勇兩位作者均指出：就法律角度分析，认为问题是出在色情网站本身而非Google中国，拿Google中国开刀并不合理。搜索引擎本身不应该为搜索到的色情网站链接负责。一方面因为色情內容不是直接隸属於搜索引擎本身，必须经过网民主动搜索才能获得，所以并非搜索引擎本身主动提供或传播这类资讯。

### 母公司多项服务被中国大陆政府封锁
在中国大陆，Google的各项服务经常遭到封锁。
2002年8月31日，Google.com和AltaVista搜索引擎在中国大陆被防火长城封锁。期间网页曾被劫持到百度等其他中国大陆网站。Google遭封杀引起中国网民众多的不满。有一名网站技术负责人在论坛上说：“Google对我和许多其他中国人来说是十分重要的工具。请告诉世界，我们需要Google或Yahoo等搜索工具。我们不关心政治，但请帮助我们能使用Google。”9月12日，封锁被解除，但由于网页快照能避过政府的审查，自此网页快照功能被全面封锁多年，手段为TCP会话阻断。
2003年12月，Google.com再次被封锁。
2006年6月7日，Google.com在中国大陆再次受到封锁，但谷歌中国仍然正常。
2009年6月24日晚21点左右（UTC+8），Google.com和Gmail开始无法访问，包括Google文档在内的多项服务也无法使用。25日下午7时左右，访问正常。
此前曾被封锁的服务还包括Google新闻（国际版）、Google的图片服务器（*.ggpht.com）、Google移动版（google.com/gwt）、Panoramio的图片服务器（mw2.google.com）、Jaiku和Google Page Creator。
2014年5月31日起，Google所有服務（各個IP段）在中國被大規模干擾至今，Google指中國的網絡仍然可以使用其部分服務。纽约时报推測封鎖是因六四事件二十五週年紀念日所導致。在周年紀念日或政治會議等被中國政府視為敏感的時間，試圖登入Google的網站就變得更加困難，接入速度異常緩慢。详见2014年中国大陆屏蔽谷歌服务事件。
2014年12月26日起，Google旗下的电子邮件服务Gmail所在的服务器位址在中国大陆境内遭到路由封锁。Google《透明度报告》中的流量监控也显示自25日起，Gmail在中国的流量降至零。大量网友反映Gmail的IMAP、POP和SMTP服务从中国各地均无法连接，第三方邮箱客户端已经完全失效。2014年12月29日，在中国外交部新闻发布会上，当媒体询问关于谷歌邮箱Gmail无法在中国连接的问题时，外交部发言人表示“不知情”。

### 关闭Google.cn搜索服务
2010年1月12日，Google公司發表聲明稱將考慮取消中國版搜索引擎Google.cn的內容審查，並與中國政府談判。如果談判失敗，會考慮關閉Google.cn和中國的辦事處。
2010年北京時間3月23日凌晨三点零三分，谷歌公司高級副總裁、首席法律官大衛·德拉蒙德公開發表聲明，就黑客攻击等互联网安全问题批评中国，并宣佈停止對谷歌中國搜索服務的「過濾審查」，將搜索服務由中國內地轉至香港，google.cn的搜索請求被轉至google.com.hk，谷歌音樂等Google.cn獨有的服務仍然保留。同日，谷歌建立網頁，用於检测Google的各項服務在中國大陸地區是否可以正常訪問。根据谷歌官方网站的数据，目前谷歌的服务在中国仅有翻译和中国开发者平台能正常访问。
中国政府也于同日透过其新闻机构发表声明，表示谷歌离开中国乃是具体公司的商业个案，不影响外商在华投资，中国大陆的投资也没有恶化。同时表示不能将这一事件与中美关系挂钩。
2010年，国家测绘局修订颁布了《互联网地图服务专业标准》，要求所有在中国国内提供在线地图服务的厂商要向测绘局取得相应牌照。6月底，国家测绘局批准18家中国公司提供在线地图服务的牌照申请，但不包括谷歌。同时，仍然在运作Google音乐等服务的谷歌中国服务器的互联网经营许可证续期也遇到阻挠，Google在6月28日发表的声明中指，中国政府已经告知谷歌，把跳转到google.com.hk的做法是“不可接受”的，所以不愿为其ICP牌照续期；为此Google取消了google.cn的直接跳转功能，改为独立的“着陆页面”，向访客提供Google香港的可选链接，并且重新提交了续期申请，申请後来获得批准。
2013年11月，谷歌公司執行主席埃里克·施密特呼籲中國開放網際網路、尊重民眾的言論自由。他說中國的新聞檢查問題明顯惡化，他對中國當局加緊打壓網路言論、對轉發所謂“網路謠言”500次入罪的司法解釋感到擔憂，並表示如果中國不改變目前的新聞檢查制度，谷歌就不會重返中國。

### 敏感词提示服务
2012年6月1日，Google向中国大陆用户推出敏感词提示服务，例如：当大陆用户在任何版本的Google搜索框内用中文输入“胡萝卜”时，即会出现一段黄色背景的提醒信息：请注意在中国大陆搜索“胡”很可能导致用户与谷歌的连接暂时被阻断。此阻断并不受谷歌控制。Google高级副总裁艾伦·尤斯塔斯在Google搜索官方博客上发布了一篇名为“Better search in mainland China”（让中国大陆搜索更好）的文章，详细阐述了推出这个服务的原因和目的（节录）：
在过去两年中，我们得到很多反馈说在中国大陆谷歌搜索是不稳定和不可靠的。取决于搜索的字词和浏览器的不同，用户经常得到诸如“无法显示此网页”或“连接被重置”的出错信息。当这种情况发生时，人们通常在一分钟或更长时间内无法使用谷歌搜索。
经过长期严格的自我系统检视，我们未能找到任何问题。在认真研究用户使用报告后，我们注意到这些链接中断与搜索某些特定字词有着密切关联。因此，自今日起，当在中国大陆的用户输入有可能导致连接中断的关键词时，我们将会通知他们。提示他们修改自己的搜索字词，借此我们希望能够减少这些中断并改善我们在中国大陆的广大用户的搜索体验。
为了找出是哪些关键词造成的问题，我们在美国的工程师团队查看了350,000个在中国最流行的搜索查询。在研究的过程中，他们分析了多种信号来识别收到干扰的查询字词，从而进一步鉴定哪些特定的字词是造成连接问题的根源所在。

我们发现许多触发出错信息的搜索词条是简单的日常中文用字，这些字在不同的上下文中可能有不同的含义。例如，搜索【江】字本身就会导致连接问题，但由于【江】字也是其他常见搜索查询词的一部分，比如【丽江】（云南省地名）以及【江苏移动】（电信服务商），这些查询都会出问题。同样，搜索【周】字会触发出错信息，如【周杰伦】，【周星驰】，或是任何带有“周”字的出版物名称（如“周刊”）。
这个服务在6月1日测试一天后关闭，直至6月23日再重新启用，仅向来自中国大陆以Http方式浏览google.com.hk的用户显示。作为应对，Google的部分首页IP受到防火长城的特殊过滤，所以这个服务会不时失效，而且打开首页将变得缓慢，图片搜索中的按图搜索按钮也不能完整载入。
2012年12月上旬，Google未发布任何的公告，悄然取消了此服务，GreatFire认为此举动是“向中国政府低头”。

## 内容审查
谷歌中国的服务器位于北京，即数据不经过防火长城，于google.cn搜索敏感字符不會被重置连接（reset），但搜索出来的网页结果相比起其他地区的Google国际版本是有区别的。在Google推出中国大陆版搜索引擎之前，Google国际版就曾被多次封锁，引起众多中国网民不满。Google表示，中国间歇性地屏蔽 Google.com，是该公司成立检查式搜索站Google.cn 的主要因素，另外，为使中国用户能使用更稳定的Google服务。
在Google中国版，搜索部分的詞組、句子或图片时会在網頁尾部顯示“据当地法律法规和政策，部分搜索结果未予显示”等字樣說明，即表示過濾了搜索結果。Google图片搜索也默认开启SafeSearch（安全搜索或健康内容搜索）技术，而且不能像国际版或其他地区版一样将其关闭。中国版的审查力度比其他国家或地区都要高，有些时候搜索某些词语甚至会被要求完全禁止显示，提示“搜索结果可能涉及不符合相关法律法规和政策的内容，无法显示”。
Google声称，中国版搜索器所过滤的都是政府管制的最低标准。但有持不同政见者仍指责，Google违反该公司「不作恶」（Don't be evil）的精神。随后Google发表声明说，“删除搜索结果违背Google的服务宗旨，但是不（向中国使用者）提供信息更加违背Google的服务宗旨” 。
Google也已经表示，不打算在中国的谷歌服务器上发布或推广涉及隐私的用户组织内容，如Gmail、Blogger、网上论坛以及YouTube等。除非公司确信可以保证用户信息的隐私与安全，否则Google在中国的业务不会存储任何用户信息。因为如果位于中国的服务器上，这些内容很容易為政府截获。

## 市場表現
Google在2002年佔據中國搜索市場份額34%。艾瑞資訊的數據指2005年中国搜索引擎用户最常使用的搜索引擎是百度，市场份额达到了56.6%，Google位居其次，占32.8%。艾瑞資訊2006年10月的报告称，Google在中国的市场份额从32.9%下滑至20.6%，其竞争对手百度从51.5%升至64.5%；到了12月，百度的份额为69%，Google则降至15%。2007年，艾瑞咨询指Google中国依靠其高端用户人群，吸引了较多房地产、教育、健康等领域的广告主，营收相比06年有大幅增长，市场份额达21.2%。2008年，艾瑞咨询指Google中国2008年的市场份额上升至27.8%，市场份额增速为百度两倍，全年收入达14亿元。艾瑞咨询的数据指2009年百度市場份額達到63.1%，Google達到33.2%；2010年，易观指Google中国市场份额连续四个季度下滑，到第4季度仅占19.6%，自從2007年第2季度以来首次跌破20%。易观国际指Google2011年第二季度在中国市场份额继续下滑，下降到18.9%。2012年，Google中国的市场份额下降至17.8%，百度的市场份额增长到77.6%，搜狗增长到2.7%。2019年中旬，Google在中國市場份額占比2.57%。

## 網絡劫持與干擾
2006年6月24日，Google.cn和MSN.com.cn均被域名挟持到“买麦网”。2007年10月18日，Google.com、Windows Live Search和雅虎搜索引擎再次遭到域名挟持，本次是被挟持到百度。2008年1月，中國電信屏蔽了谷歌拼音輸入法和Google工具欄的下載頁面。

### 應對和解決方案
2007年3月起，中国大陆用户在使用未修改cookie的简体中文版浏览器里输入Google.com会被自动转向到Google.cn。若用户输入google.com/ncr进入Google.com搜索敏感词被GFW切断，会自动转向到google.cn并显示google.cn上的搜索结果，提示“目前无法访问 www.google.com，搜索结果来自 www.google.cn。”

## 趣闻
根据谷歌热榜的数据，2009年中国大陆地区最热搜索关键词排名第一的是“百度”。